# Вільні асоціації (психологія)
Вільні асоціації — вираження (мовленням чи письмом) змісту свідомості без цензури як допомога в отриманні доступу до несвідомих процесів. Техніка використовується в психоаналізі (а також у психодинамічній теорії), яка спочатку була розроблена Зигмундом Фрейдом на основі гіпнотичного методу його наставника та колеги Йозефа Брейера.
Фрейд описав це так: «Важливість вільних асоціацій полягає в тому, що пацієнти говорили самі за себе, а не повторювали ідеї аналітика; вони опрацьовували власний матеріал, а не повторювали чужі пропозиції».

## Витоки
Фрейд розробив цю техніку як альтернативу гіпнозу, оскільки він сприймав останній як більш схильний до помилок, а також тому, що пацієнти могли відновлюватися та осягати важливі спогади, перебуваючи у повній свідомості. Однак Фрейд відчував, що, попри спроби суб'єкта згадати, певний опір утримує його або її від найболючіших і важливих спогадів. Зрештою він прийшов до думки, що певні предмети були повністю витіснені, відгороджені та віднесені лише до несвідомої сфери розуму. Нова техніка також була підтримана його досвідом з «міс Елізабет», однією з його ранніх клієнток, яка протестувала проти переривання її потоку думок, що було описано його офіційним біографом Ернестом Джонсом як «один з незліченних прикладів того, як пацієнт сприяє роботі лікаря».
«Не може бути точної дати відкриття методу „вільних асоціацій“… він розвивався дуже поступово між 1892 і 1895 роками, постійно вдосконалюючись і очищаючись від допоміжних засобів — гіпнозу, навіювання, тиску та запитань — які його супроводжували. на її початку».
Згодом у «Тлумаченні сновидінь» Фрейд цитує як попередника вільних асоціацій лист Шиллера, у якому стверджується, що «там, де є творчий розум, Розум — так мені здається — розслаблює свою варту на брамі, й ідеї мчать у вирії». Пізніше Фрейд також згадав як можливий вплив есе Людвіга Берне, припускаючи, що для сприяння творчості ви «записуєте, без будь-якої фальсифікації чи лицемірства, все, що спадає вам на думку».
Інші потенційні впливи на розвиток цієї техніки включають версію епохи Гуссерля та роботу сера Френсіса Гальтона. Стверджується, що Гальтон є родоначальником вільних асоціацій, і що Фрейд перейняв техніку зі звітів Гальтона, опублікованих у журналі Brain, передплатником якого був Фрейд. Вільні асоціації також мають деякі спільні риси з ідеєю потоку свідомості, яку використовують такі письменники, як Вірджинія Вульф і Марсель Пруст: «уся художня література потоку свідомості значною мірою залежить від принципів вільних асоціацій».
Фрейд називав вільні асоціації «цим фундаментальним технічним правилом аналізу… Ми навчаємо пацієнта вводити себе в стан спокійного самоспостереження, не рефлектуючи, і повідомляти нам про всі внутрішні спостереження, які він може зробити» — не допускаючи «виключити будь-яке з них, чи то на тій підставі, що це надто неприємно чи занадто необережно, щоб сказати, або що воно є надто неважливим чи нерелевантним, або що це безглузде й не потрібно говорити».
Психоаналітик Джеймс Стрейчі (1887—1967) вважав вільні асоціації «першим інструментом для наукового дослідження людського розуму».

## Характеристики
У вільних асоціаціях психоаналітичні пацієнти запрошуються розповідати все, що спадає на думку під час аналітичного сеансу, а не піддавати цензурі свої думки. Ця техніка має на меті допомогти пацієнту дізнатися більше про те, що він або вона думає та відчуває, в атмосфері незасудженої цікавості та прийняття. Психоаналіз припускає, що люди часто конфліктують між своєю потребою дізнатися про себе та своїми (свідомими чи несвідомими) страхами та захистом від змін і самовикриття. Метод вільних асоціацій не має лінійної чи заздалегідь спланованої програми, а працює за допомогою інтуїтивних стрибків і зв'язків, які можуть призвести до нових особистих уявлень і значень: «логіка асоціацій є формою несвідомого мислення».
При використанні в цьому дусі вільні асоціації є технікою, у якій ні терапевт, ні пацієнт не знають заздалегідь, куди саме приведе розмова, але вона, як правило, веде до матеріалу, який є дуже важливим для пацієнта. «Незважаючи на удавану плутанину та відсутність зв'язку… значення та зв'язки починають з'являтися з невпорядкованого клубка думок… деякі центральні теми».
Мета вільних асоціацій полягає не в тому, щоб знайти конкретні відповіді чи спогади, а в тому, щоб розпочати подорож спільного відкриття, яке може посилити інтеграцію думок, почуттів, свободи волі та самості пацієнта.
Вільні асоціації протиставляються «Фундаментальному правилу» психоаналізу Фрейда. У той час як вільні асоціації є однією з багатьох технік (разом з тлумаченням сновидінь і аналізом парапраксису), основним правилом є обіцянка, взята на себе клієнтом. Фрейд використовував таку аналогію, щоб описати своїм клієнтам вільні асоціації: «Уявіть, що ви, наприклад, мандрівник, який сидить біля вікна залізничного вагона і описує комусь у вагоні мінливі краєвиди, які ви бачите ззовні». Основним правилом є те, з чим клієнт погоджується на початку аналізу, і це основна клятва, яка має тривати протягом усього аналізу: клієнт повинен обіцяти бути чесним у всіх відношеннях. Запорука фундаментального правила була сформульована Фрейдом: «Нарешті, ніколи не забувайте, що ви пообіцяли бути абсолютно чесними, і ніколи нічого не замовчуйте, тому що з тих чи інших причин вам неприємно про це розповідати».

## Фрейдистський підхід
Остаточна практика психоаналізу Фрейда була зосереджена не стільки на відкликанні цих спогадів, скільки на внутрішніх психічних конфліктах, які тримали їх глибоко в свідомості. Проте техніка вільних асоціацій все ще відіграє важливу роль у терапевтичній практиці та дослідженні розуму.
Використання вільних асоціацій мало допомогти виявити уявлення, які пацієнт спочатку розвинув на несвідомому рівні, включаючи:
- Перенесення — мимовільне перенесення почуттів до однієї людини для застосування до іншої людини;
- Проекція — проєктування внутрішніх почуттів або мотивів замість приписування їх іншим речам або людям;
- Опір — утримування ментального блоку проти запам'ятовування або прийняття деяких подій чи ідей.

## Подальший розвиток

### Юнг
Юнг і його цюрихські колеги «розробили кілька геніальних асоціативних тестів, які підтвердили висновки Фрейда про те, як емоційні фактори можуть заважати запам'ятовуванню»: вони були опубліковані в 1906 році. Як сказав сам Фрейд, «таким чином Блейлер і Юнг побудували перший міст від експериментальної психології до психоаналізу».

### Ференці
Фрейд, принаймні спочатку, вважав вільні асоціації відносно доступним методом для пацієнтів. Шандор Ференці не погоджувався з відомим афоризмом: «Пацієнт не виліковується вільними асоціаціями, він виліковується, коли може вільно асоціюватися».

### Лакан
Жак Лакан підхопив тезу. «Вільна асоціація — це справді праця — настільки, що дехто зайшов так далеко, кажучи, що для неї потрібне учнівство, навіть настільки, що бачать у такому учнівстві його справжню формувальну цінність».

### ХХ століття
Наприкінці ХХ сторіччя «сучасні аналітики не очікують, що процес вільної асоціації закріпиться, поки не засвоїться аналіз; фактично, деякі вважають появу справжньої вільної асоціації сигналом до припинення аналізу».
З плином часу інші психологи створили тести, які ілюструють ідею Фрейда про вільні асоціації, включаючи тест Роршаха на чорнильну пляму та тест тематичної аперцепції (TAT) Крістіни Морган і Генрі з Гарвардського університету. Попри те, що протягом багатьох років тест Роршаха піддавався значній критиці, TAT все ще використовується сьогодні, особливо з дітьми.
Роберт Ленгс допоміг повернути на передній план перші роботи Фрейда, які залежали від вільних асоціацій і розуміння, а не від розшифровки психотерапевта.

## Критика
Оскільки теорія об'єктних відносин приділяла більше уваги стосункам пацієнт/аналітик, а не реконструкції минулого, тож з'явилася критика, що Фрейд так і не звільнився від певного використання тиску. Наприклад, «він все ще захищав „фундаментальне правило“ вільної асоціації… [що] могло призвести до залякування пацієнта, ніби кажучи: „Якщо ви не спілкуєтесь вільно — у нас є способи змусити вас“».
Ще однією проблемою може бути те, що «через перевиробництво свобода, яку він пропонує, іноді стає формою опору будь-якій формі інтерпретації».
Дослідження довели недостатню актуальність або валідність цього методу.

## Кода
Адам Філліпс припускає, що «радикальна природа проекту Фрейда стає зрозумілою, якщо уявити собі, як це було б жити у світі, в якому кожен міг би — мав здатність — вільно асоціюватися, говорити все, що спало б на думку в будь-який момент. даний момент… як колаж».